# Хаст самудри
Хаст самудри — подраздел ведической астрологии Джьотиша (санскр. ज्योतिष), изучающий гороскоп при помощи чтения линий на ладонях. Также называется ведической хиромантией или Джьотиша пальмистри. Является псевдонаукой.

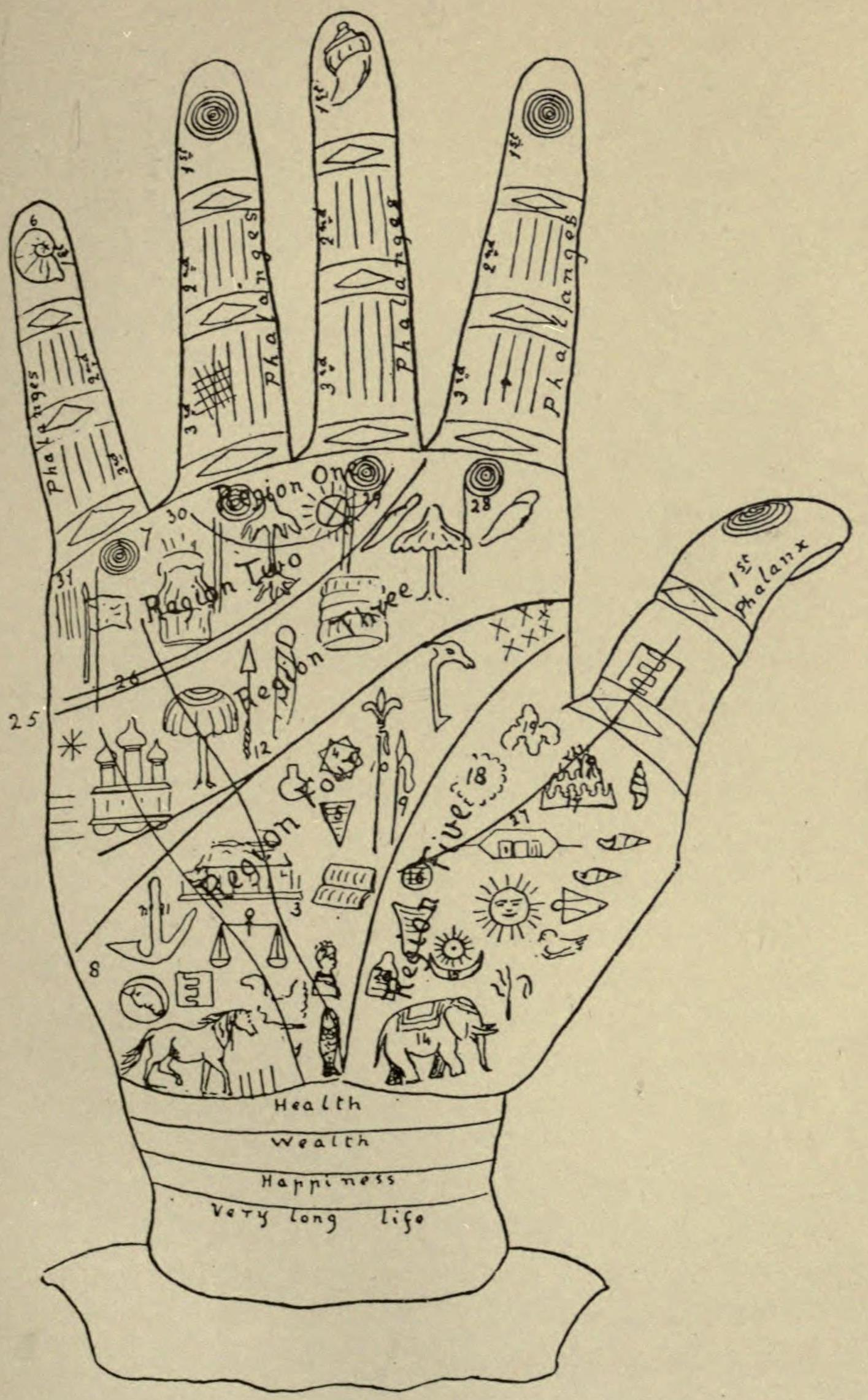
Варианты расположения и трактовки знаков на ладонях в ведической хиромантии.

## История
Священные писания рассказывают, что Самудра раджа, царь океана, однажды изучил различные отметины на руках теле Господа Вишну, который был в йоганидре, и объяснил их особенности своим ученикам. А Прахлада, великий ребенок-преданный Господа Вишну, был первым знатоком этого учения.
Так родились трактаты описывающие Хаст самудри:
1. Гарга самхита
2. Гаруда-пурана
3. Саммудрикабходжа
4. Парашара самудрикашастра
5. Хастасандживани[3]

## Особенности
Учение рассматривает ладони человека как отражение его натальной карты.
Линии и бугры имеют имена планет — Наваграх: Сурья (Солнце), Чандра (Луна), Мангала (Марс), Будха (Меркурий), Брихаспати (Юпитер), Шукра (Венера), Шани (Сатурн), Раху (Лунный узел), Кету (Лунный узел), а их комбинации соответствуют комбинациям планет в натальной карте. На ладони располагаются знаки зодиака (Раши), и особые знаки, которые принимаются во внимание при толковании.
Хаст самудри позволяет точно и без ректификации (определения точного времени рождения), трактовать особенности судьбы человека и делать прогнозы. А также коррекции негативных влияний планет при помощи драгоценных камней и упай, как это делают в Джьотиша.
Хаст самудри в Индии является, академической наукой и духовным наследием. Есть университеты, где возможно получить учёную степень по ведической хиромантии. К изучению Хаст самудри допускаются только брахманы ведущие чистую жизнь, а владение знанием считается очень почётным.